# Harbin Z-19
Der Harbin Z-19, auch Z-19 (inoffiziell: WZ-19), ist ein von der Harbin Aircraft Industry Group (früher Harbin Aircraft Manufacturing Corporation) hergestellter bewaffneter Aufklärungshubschrauber der chinesischen Luftstreitkräfte.

## Geschichte
Der Z-19 ist eine chinesische Eigenentwicklung und basiert auf dem Harbin H425, der wiederum eine Weiterentwicklung des Harbin Z-9 darstellt. Der Helikopter, von dem bislang nur Prototypen und/oder Vorserienexemplare existieren, befindet sich noch in der Erprobungsphase. Der Erstflug fand im Mai 2010 statt. Die erste öffentliche Vorstellung des Musters erfolgte im November 2012 auf der Luftfahrtschau von Zhuhai. Die Serienfertigung läuft seit 2014 mit etwa 40 Stück pro Jahr.
Der offizielle Erstflug der Exportversion Z-19E fand am 18. Mai 2017 statt.
Der Hubschrauber verfügt über einen Fenestron-Heckrotor, um die Geräuschentwicklung zu reduzieren; zusätzlich sind die Triebwerksauslässe ummantelt, um eine gegnerische Infrarotaufklärung zu erschweren. Des Weiteren verfügt er über eine Panzerung und einen kleinen Kinnturm mit Kamera, FLIR und Laserentfernungsmesser.

## Varianten

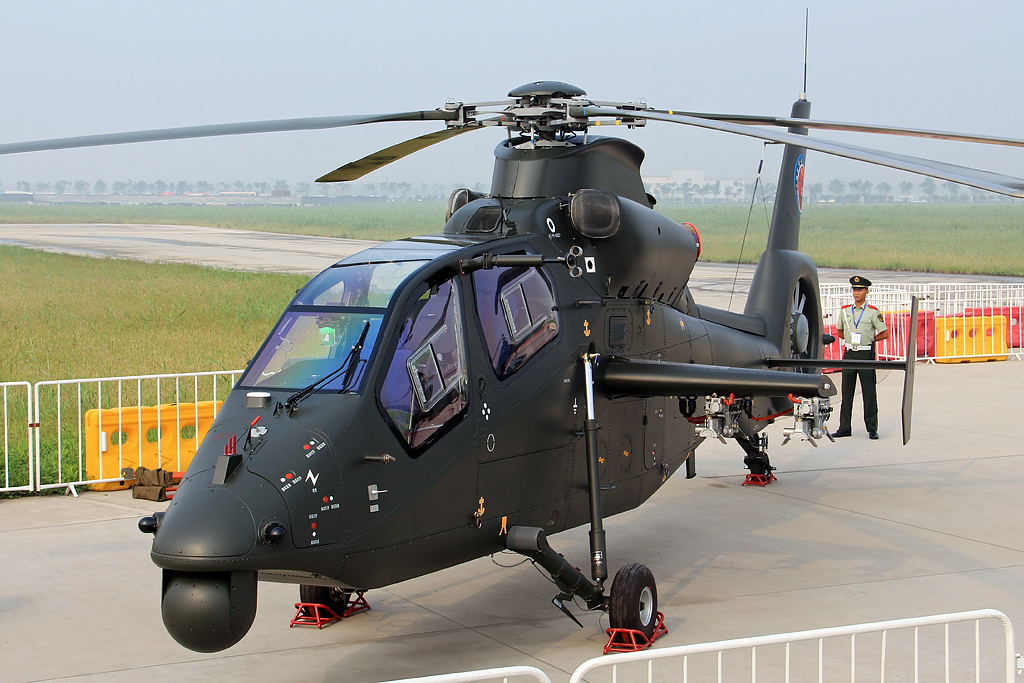
Z-19 auf der China Helicopter Expo 2013

- Z-19
- Z-19E Exportversion

## Nutzer
Volksrepublik China
- chinesisches Heer

## Technische Daten
| Kenngröße             | Daten                                          |
| --------------------- | ---------------------------------------------- |
| Besatzung             | 2                                              |
| Rotordurchmesser      | 12 m                                           |
| Leermasse             | 2350 kg                                        |
| max. Startmasse       | 4500 kg                                        |
| Antrieb               | 2 × WZ-8A (Turbomeca Arriel) mit je 850 PS     |
| Höchstgeschwindigkeit | 280 km/h                                       |
| Marschgeschwindigkeit | 245 km/h                                       |
| Reichweite            | 700 km                                         |
| Bewaffnung            | Antipanzerraketen HJ-8, Luft-Luftraketen TY-90 |